# Argylia bifrons
Argylia bifrons là một loài thực vật có hoa trong họ Chùm ớt. Loài này được Phil. mô tả khoa học đầu tiên năm 1895.